# Topònims balears preromans
La toponímia preromana balear és la formada pel conjunt de noms de lloc als quals se'ls pressuposa un origen anterior a la integració de les Illes Balears i Pitiüses dins el món romà (123 aC).

## Les llengües preromanes balears
Amb l'excepció del fenici les llengües que es parlaren a les illes abans del llatí ens són desconegudes. Tot i això, és possible establir qualque anàlisi comparativa que ens pot fornir informació, que hauria de ser contrastada per l'arqueologia i l'etnohistòria. Per al seu estudi comptam amb elements toponímics actuals, fonts escrites de l'època clàssica i alguna font epigràfica. Sense cap dubte la principal aportació a aquest àmbit la constitueix l'obra de Joan Coromines.

## Topònims esmentats pels geògrafs i historiadors de l'antiguitat
- Kromyussa i Melussa (Hecateu de Milet 540aC - 475 aC).[2]
- Gymnesiai o Baliarides, Palma, Pollentia, Pityoussai, Ebysos i Ophiusa (Estrabó 65 aC a 29 dC)[3]
- Baliares, Baliares maior, Palma col.(oniae), Baliaris minor, Mago castellum, Jammo castellum, Ebusus i ins. Colubraria (Pomponi Mela entre el 37 i el 47 dC).[4]
- Baliaris, Palma, Pollentia, Guium, Tucis, Bocchorum, Gymnesiae Insulae, Magon, Sanicera, Iamon, Capraria ins, Menariae, Tiquadra i Hannibal, Pityusae, Ebusus i Ophiussa ins. (Plini el Vell cap a la meitat del segle I dC).[4]
- Gymnesia (Ruf Fest Aviè s. IV dC).[4]
- Balearicum mare, Balearis minor, Gymnesiae, Balearis maior, Aphrosias i Ebosus. Isidor de Sevilla abans de 636 dC).[4]

## Topònims de probable origen preromà
AlaiorMunicipi i ciutat de Menorca. Apareix com Yhalor el 1301. Sembla preromà i recorda vagament Iluro, que segons Coromines deu ser la forma etimològica del mallorquí Alaró i d'Alarona, suburbi de Mataró.
AlparaLloc de Ciutadella i puig de la comarca de Llevant (Mallorca). Podria ser preromà. Cal assenyalar les formes com Alps i els termes llatins ALPINUS, ALPICUS i ALPESTRIS, relacionades amb indrets elevats.
AlaróVila de Mallorca. Sembla haver-hi una base ILURO. El seu nom és preromà i es relaciona amb Alarona (Mataró). Pel que fa al continent cal assenyalar Alora i Illora (Andalusia), Ilurdoz (País Basc), l'antic Ilurbeda, Oloron (Bearn) i l'illa d'Oleron a la costa atlàntica.
AriantVall i possessió de la Serra mallorquina. Recorda el nom del poble d'Ariany. Possible etimologia preromana.
Bèquer o Beca Punta de Bèquer a Pollença. Binibèquer a Menorca. Possible relació amb la sèrie Síller, Bóquer... BECCUS 'bec d'ocell' és un manlleu del cèltic en llatí vulgar. 
BóquerAntiga ciutat indígena federada amb Roma. Bocchoris en Plini i en el Llibre del Repartiment hi consta 'Alqueria Buchar'. Coromines esmenta un grup de noms de forma aproximada Boccus urgellesos antics, comengers i protoaquitans. Bocurus en una inscripció del Gard. En conseqüència s'hi veu una traça indoeuropea.
CúberPossessió i vall de la Serra de Tramuntana, en el municipi d'Escorca.
GarondaEl torrent de Garonda està situat a la Marina de Llucmajor. És un nom molt antic (1232), que es relaciona amb el nom del riu Garona i amb els nombrosos Garona, Garoña, Guareña, etc. de la península Ibèrica. Podria tenir el significat de "curs d'aigua".
MallorcaÉs un mot d'origen indoeuropeu, com Menorca. Un mot llatí Maiorica no hauria pogut evolucionar fonèticament cap a Mallorca; segons Coromines, el més probable és que procedeixi d'una base *Maglorica, mentre que Alcover es decanta per considerar que el mot ha passat pel filtre de l'àrab Mayurqa i que ha patit una ultracorrecció de Maiorca a Mallorca (com la major part del català va abandonar la pronúncia paia per palla, el primer només viu a les Balears).
MenorcaÉs un mot preromà d'origen indoeuropeu, com Mallorca, llatinitzat com a Minorica.
MínerHi ha dues possessions mallorquines amb aquest nom (una a Llucmajor i dues, Míner Gran i Míner Petit, a Pollença). La de Pollença apareix en el segle xiii com Mínur. La de Llucmajor el 1460 és Míner. Segons Coromines es tracta d'un nom del grup de Sóller, Sèlva(r), Bóquer, Cúber, Búger, etc.
SelvaNom d'una vila important de Mallorca. En la documentació antiga apareix en la forma Sèlvar o Sèlver. Coromines hi veu una forma SǏLŬAR que considera l'etimològica de Sóller. A Sant Llorenç des Cardassar hi hagué un altre Sílbar.
SíllerNom d'una antiga alqueria situada prop del Port de Pollença. Forma part de la sèrie preromana: Míner, Búger, Bóquer, Sóller, Sèlver (Selva), etc.
TagomagoIlleta situada a un km de la punta NE d'Eivissa. Probablement és un element lingüístic indoeuropeu (Taga-/Tago- amb noms com Tagast, Taga i Tagamanent que sembla significar la idea de 'turó' i -mago que expressa la idea de 'gran' com Mag-/Meg-/Magh-/Magn-). Aquest influx indoeuropeu fa pensar a Coromines amb raids marins d'indoeuropeus cap a les illes, però més aviat caldria veure-hi una colonització intensa vinculada a les darreres fases de les cultures megalítiques.
El ToroLa muntanya més alta de Menorca. L'origen és preromà, segurament amb el significat de 'turó, muntanya, altitud'. Emparentat amb el català turó i gascó turoun.

## Noms d'origen incert
Talapi (Sa Pobla), Talatí (Maó), Tornaltí (Maó).